# Liste des cathédrales de Tchéquie
Cet article recense les cathédrales de Tchéquie.

## Liste
| Cathédrale                           | Église                                       | Emplacement      |
| ------------------------------------ | -------------------------------------------- | ---------------- |
| Cathédrale du Divin Sauveur          | Église catholique romaine                    | Ostrava          |
| Cathédrale Saint-Barthélemy          | Église catholique romaine                    | Plzeň            |
| Cathédrale Saints-Cyrille-et-Méthode | Église orthodoxe de Tchéquie et de Slovaquie | Prague           |
| Cathédrale Saint-Guy                 | Église catholique romaine                    | Prague           |
| Cathédrale Saints Pierre et Paul     | Église catholique romaine                    | Brno             |
| Cathédrale Saint-Nicolas             | Église catholique romaine                    | České Budějovice |
| Cathédrale du Saint-Esprit           | Église catholique romaine                    | Hradec Králové   |
| Cathédrale Saint-Stéphane            | Église catholique romaine                    | Litomerice       |
| Cathédrale Saint-Wenceslas           | Église catholique romaine                    | Olomouc          |